# Al Oerter
Alfred Adolf „Al“ Oerter, Jr. (19. září 1936, New York – 1. října 2007, Fort Myers) byl americký atlet, reprezentant v hodu diskem a malíř. Spolu s Lewisem byl jediným atletem, kterému se podařilo zvítězit v jedné disciplíně na čtyřech letních olympiádách v řadě.
- LOH 1956 v Melbourne (56,36 m)
- LOH 1960 v Římě (59,18 m)
- LOH 1964 v Tokiu (61,00 m)
- LOH 1968 v Mexiku (64,78 m)